# Au bout du monde (film, 1927)
Pour les articles homonymes, voir Au bout du monde.

Au bout du monde (en allemand : Am Rande der Welt) est un film muet et dramatique allemand réalisé par Karl Grune, sorti  en 1927 et mettant en vedette Albert Steinrück, William Dieterle et Brigitte Helm.
Le film a subi tellement de coupures de l'UFA que Grune a essayé de faire retirer son nom du générique et a ouvertement critiqué cette mutilation dans une lettre ouverte.

## Fiche technique
- Réalisation : Karl Grune
- Scénario : Hans Brennert
- Direction artistique : Robert Neppach
- Photographie : Fritz Arno Wagner
- Studios : Universum Film AG
- Distribution : Universum Film AG
- Dates de sortie : 19 septembre 1927
- Pays : Allemagne  République de Weimar
- Langue : muet, intertitres allemands

## Distribution
- Albert Steinrück : le meunier
- William Dieterle : John
- Brigitte Helm : Magda
- Victor Janson : le capitaine
- Jean Bradin : le lieutenant
- Imre Ráday : Geselle
- Max Schreck : Troedler
- Camilla von Hollay : la femme de John
- Erwin Faber : l'étranger
- Georg John
- Fee Malten